# Monica Dolan
Pour les articles homonymes, voir Dolan.
Monica Dolan est une actrice britannique née à Middlesbrough. Elle a joué dans de nombreuses séries télévisées et pièces de théâtre. Elle a été révélée par le rôle de Maria Marchese dans le téléfilm U Be Dead.

## Biographie
Monica Dolan est née à Middlesbrough, en Angleterre.
Elle est surtout connue pour avoir joué dans Hercule Poirot, Inspecteurs associés, Tipping the Velvet adaptation du roman Caresser le velours et Judge John Deed.

## Filmographie

### Cinéma
- 2005 : Guernesey de Nanouk Leopold : Claire
- 2009 : Dans la tourmente de Marleen Gorris : Pitkovskaya
- 2012 : Touristes de Ben Wheatley : Janice
- 2013 : Kick-Ass 2 de Jeff Wadlow : Maman Tommy
- 2014 : Pride de Matthew Warchus : Marion Cooper
- 2014 : The Falling : Miss Alvaro
- 2015 : Opération Eye in the Sky : Angela Northman
- 2019 : Official Secrets de Gavin Hood : Fiona Bygate
- 2021 : The Dig de Simon Stone : May Brown
- 2021 : Cyrano de Joe Wright : Marie
- 2022 : Empire of Light de Sam Mendes : Rosemary Bates

### Télévision

#### Documentaires
- 2010 : The Arbor ; Ann

#### Téléfilms
- 2009 : U Be Dead : Maria Marchese
- 2010 : Auprès de moi toujours (Never Let Me Go) : Nurse
- 2010 : Excluded : Amanda
- 2011 : Une Femme de Confiance (Appropriate Adult, téléfilm en deux parties) : Rose West

#### Séries télévisées
- 2000 : Judge John Deed
- 2001 : Inspecteurs associés (Dalziel et Pascoe)
- 2002 : Tipping the Velvet (adaptation du roman Caresser le velours)
- 2006 : Hercule Poirot (Agatha Christie's Poirot), épisode Les Indiscrétions d'Hercule Poirot : Miss Gilchrist
- 2009 : Inspecteur Barnaby : La somnambule  (saison 12 épisode 7)  : Imogen Stroud
- 2010 : DCI Banks: Aftermath : Maggie Forrest (2 épisodes)
- 2015 : Dans l'ombre des Tudors : Alice More (épisodes 2 et 4)
- 2016 : Témoin à charge (The Witness for the Prosecution, mini-série) : Janet McIntyre
- 2017 : Meurtres au paradis : Le Flamboyant  (saison 6 épisode 2)  : Patricia Lawrence
- 2018 : La Foire aux vanités (Vanity Fair, mini-série) : Peggy O'Dowd
- 2019 : Black Mirror (saison 5, épisode 2) : Linda Grace
- 2022 : Le Voleur, sa femme et le canot (The Thief, His Wife and the Canoe) (4 épisodes) : Anne Darwin
- 2023 : Black Mirror (saison 6, épisode 2) : Janet McCardle
- 2024 : Mr Bates vs The Post Office (mini-série) : Jo Hamilton

## Théâtre
- She Stoops to Conquer and King Lear
- The Seagull.
- All about Eve : Karen Richards